# Pieve di Santa Maria de' Monti
La pieve di Santa Maria de' Monti è un edificio situato nel territorio comunale di Civitella Paganico. La sua ubicazione è presso la località La Pieve, su un poggio che si eleva a circa 3 km a sud-est della frazione di Civitella Marittima.

## Storia
Costruita nel corso del XII secolo, la chiesa era inizialmente suffraganea della Pieve di San Giovanni Battista ad Ancaiano, che era ubicata presso il Castello di Monte Antico, per poi essere al centro di dure contese tra l'Abbazia di San Lorenzo al Lanzo e il Monastero di Sant'Ambrogio a Montecelso presso Siena, fino ad un definitivo accordo tra la Diocesi di Grosseto e l'Arcidiocesi di Siena: agli inizi del Duecento l'edificio religioso fu inizialmente concesso ad entrambe le istituzioni religiose, per poi essere elevato a pieve, facendo cessare definitivamente i motivi di contesa tra le due strutture monastiche.
La pieve rimase attiva almeno fino al Seicento, epoca in cui fu decisa la traslazione del fonte battesimale all'interno della Chiesa dei Santi Fabiano e Sebastiano, all'interno delle Mura di Civitella Marittima. Da allora, l'edificio religioso conobbe una lenta ed inesorabile fase di declino, nonostante fosse la sede in cui veniva celebrata la festa religiosa nel giorno dei festeggiamenti di San Giacomo e Filippo.
Nell'Ottocento l'edificio religioso risultava già oramai abbandonato.

## Descrizione
La pieve di Santa Maria de' Monti si presenta sotto forma di ruderi, presso un attiguo complesso rurale di epoca più recente. I resti delle strutture murarie si presentano in pietra, a testimonianza dell'origine medievale dell'antico edificio religioso.
Purtroppo, dallo stato di conservazione dei resti non è possibile ricostruire la planimetria rettangolare ad aula unica con abside semicircolare che caratterizzava la pieve, le cui caratteristiche sono riscontrabili solo in alcune mappe storiche.